# Giangiacomo Teodoro Trivulzio
Giangiacomo Teodoro Trivulzio (Milão, 8 de agosto de 1582 - Milão, 3 de agosto de 1656) foi um cardeal do século XVII

## Biografia
Nasceu em Milão em 1597 ( al . 1596), Milão. De família nobre. Filho de Carlo Emmanuele Trivulzio, conde de Melzi, e Caterina Gonzaga, filha de Alfonso Gonzaga, príncipe de Castelgoffredo. O pai era tenente-general da cavalaria e conselheiro de guerra quando foi morto em batalha na Flandres em 1605. Ele tinha uma irmã, Ippolita, e dois irmãos, Geronimo e Alfonso, ambos morreram prematuramente. Seu sobrenome também está listado como Vivulzio; e seu primeiro nome apenas como Teodor. Ele era conde de Melzo, signore de Castelzevio e Codogno, príncipe de Musocco e Mesolina, príncipe do Sacro Império Romano. Sobrinho-neto do cardeal Scaramuccia Trivulzio (1517). Sobrinho-neto do cardeal Antonio Trivulzio , iunior(1557). Outros cardeais da família foram Antonio Trivulzio , seniore , OCRSA (1500); e Agostino Trivulzio (1517).
Educado por sua mãe após a morte de seu pai quando ele era um menino. Letras estudadas..
Cavaleiro da Ordem de Santiago, 1606. Patrício milanês, 1609. Em 1615, casou-se com Giovanna Maria Grimaldi, filha de Ercole I de Mônaco e Maria Landi, dos príncipes de Val di Taro; tiveram duas filhas, Ottavia e Caterina, e um filho, Ercole Teodoro; ela morreu em 1620. Primeiro príncipe de Musocco e príncipe do Sacro Império Romano. Signore de Valle Misolcina, 17 de setembro de 1622, com o tratamento de "Illustre". Naturalizado alemão em 1625. Clérigo da Câmara Apostólica, 1625. Protonotário apostólico participante , 21 de abril de 1626. Governador de Collescipoli, 1628..
Criado cardeal diácono no consistório de 19 de novembro de 1629; recebeu o chapéu vermelho e a diaconia de S. Cesareo em Palatio, 17 de dezembro de 1629. Legado em Marche , 2 de junho de 1631. Governador geral da milícia nacional do ducado de Milão e superintendente das fortalezas, 1638. Comissário imperial . Grande da Espanha, primeira classe, 1642. Vice-rei e capitão-general de Aragón, 1642. Participou do conclave de 1644, que elegeu o Papa Inocêncio X. Optou pela diaconia de S. Nicola em Carcere, 17 de outubro de 1644. Optou pela diaconia de S. Angelo em Pescheria, 12 de dezembro de 1644. Presidente e capitão geral do Reino da Sicília, 1647 -1649. Vice-rei da Sardenha, 1649. Optou pela diaconia de S. Eustachio, 23 de setembro de 1652. Optou pela diaconia de S. Maria na Via Lata, 21 de julho de 1653. Cardeal protodiácono. Participou do conclave de 1655, que elegeu o Papa Alexandre VII. Optou pela ordem dos presbíteros e pelo título de S. Maria del Popolo, em 14 de maio de 1655. Governador e capitão-geral do ducado de Milão, ad interim, de 2 de dezembro de 1655 até sua morte em 3 de agosto de 1656..
Morreu em Milão em 3 de agosto de 1656. Enterrado na capela de sua família na basílica de S. Stefano, Milão..